# Резніков Микола Григорович
Микола Григорович Ре́зніков (26 січня 1909, Таганрог — 18 жовтня 1983, Ленінград) — російський радянський театральний режисер. Голова Курського відділення Всеросійського театрального товариства з 1959 року. Заслужений артист РРФСР з 5 серпня 1963 року. Чоловік актриси Єлизавети Газової.

## Життєпис
Народився 26 січня 1909 року в місті Таганрозі (нині Ростовська область Російської Федерації). Закінчив Таганрозьку середню школу № 9. Вступив на акторський курс Центрального технікуму театрального мистецтва, де навчався три роки, після чого вступив на режисерський факультет Ленінградського інституту сценічних мистецтв, навчання на якому закінчив у 1930 році та отримав диплом режисера-постановника.
Творчу діяльність розпочав у місті Златоусті. Служив у театрах: Таганрога, Ростова, Зернограду, в Улан-Уде, Армавіру. У 1940 році обіймав посаду художнього керівника Тобольського театру. Протягом 1940—1956 років служив в Армійському театрі Далекосхідного військового округу в місті Уссурійську. У 1956—1972 роках продовжив творчу діяльність на посаді головного режисера Курського обласного театру драми імені Олександра Пушкіна. Мешкав у будівлі самого театру, на вулиці Перекальського.
Після завершення театральної кар'єри оселився у Ленінграді, мешкав у Будинку ветеранів сцени. Помер у Ленінграді 18 жовтня 1983 року. Похований у Курську.

## Постановки
- «Чайка», «Вишневий сад», «Дядя Ваня» Антона Чехова;
- «Єгор Буличов та інші», «Вороги» Максима Горького;
- «Безприданиця», «Таланти і шанувальники» Олександра Островського;
- «Одруження» Миколи Гоголя;
- «Іркутська історія» Олексія Арбузова;
- «Океан» Олександра Штейна.